# Scindapsus
A Scindapsus az egyszikűek (Liliopsida) osztályának hídőrvirágúak (Alismatales) rendjébe, ezen belül a kontyvirágfélék (Araceae) családjába tartozó nemzetség.

## Előfordulásuk
A Scindapsus-fajok előfordulási területe a trópusi és szubtrópusi Ázsia, Észak-Ausztrália, valamint a Csendes-óceán nyugati részén levő szigetek.

## Rendszerezés
A nemzetségbe az alábbi 35 faj tartozik:
- Scindapsus alpinus Alderw. (1922)
- Scindapsus altissimus Alderw. (1922)
- Scindapsus beccarii Engl. (1881)
- Scindapsus carolinensis Hosok. (1937)
- Scindapsus coriaceus Engl. (1879)
- Scindapsus crassipes Engl. (1881)
- Scindapsus curranii Engl. & K.Krause (1908)
- Scindapsus cuscuaria (Aubl.) C.Presl (1851)
- Scindapsus cuscuarioides Engl. & K.Krause (1916)
- Scindapsus falcifolius Engl. (1905)
- Scindapsus geniculatus Engl. (1879)
- Scindapsus glaucescens (Engl. & K.Krause) Alderw. (1920)
- Scindapsus grandifolius Engl. (1898)
- Scindapsus hederaceus Miq. (1856)
- Scindapsus javanicus Alderw. (1920)
- Scindapsus latifolius M.Hotta (1966)
- Scindapsus longipes Engl. (1879)
- Scindapsus longistipitatus Merr. (1926)
- Scindapsus lucens Bogner & P.C.Boyce (1994)
- Scindapsus maclurei (Merr.) Merr. & F.P.Metcalf (1945)
- Scindapsus mamilliferus Alderw. (1920)
- Scindapsus marantifolius Miq. (1856)
- Scindapsus officinalis (Roxb.) Schott (1832)
- Scindapsus perakensis Hook.f. (1893)
- ezüstös szobafutóka (Scindapsus pictus) Hassk. (1842)
- Scindapsus roseus Alderw. (1922)
- Scindapsus rupestris Ridl. (1905)
- Scindapsus salomoniensis Engl. & K.Krause (1908)
- Scindapsus schlechteri K.Krause (1912)
- Scindapsus scortechinii Hook.f. (1893)
- Scindapsus splendidus Alderw. (1922)
- Scindapsus subcordatus Engl. & K.Krause (1908)
- Scindapsus suffruticosus Alderw. (1922)
- Scindapsus sumatranus (Schott) P.C.Boyce & A.Hay
- Scindapsus treubii Engl. (1898)